# Piaroa (langue)
Cette page contient des caractères spéciaux ou non latins. S’ils s’affichent mal (▯, ?, etc.), consultez la page d’aide Unicode.
Pour les articles homonymes, voir Piaroa.
Le piaroa (autonyme : De'aruwã thiwene ou Huo̧ttü̧ja̧ ttihuene) est une langue indigène du Venezuela et de la Colombie appartenant à la famille des langues salivanes et parlée par l'ethnie des Piaroas.

## Nom
L’origine du terme piaroa est inconnue.
L’autonyme huo̧ttu̧ja̧ (orthographe de la New Tribes Mission), ou ses variantes orthographiques uwottü̧ja̧, wötʰïhä, wõthɨ̃hã, wóthuha, wo’tiheh, wotjüja, etc., signifie « gens avec des connaissances ».
L’autonyme de’aruhua, ou ses variantes orthographiques, signifie « seigneurs de la forêt ».
Le piaroa est aussi appelé adole, ature, guagua, kuakua, quaqua, maco, mako. Le nom maco et sa variante orthographique mako est aussi utilisée pour le maco, langue proche.

## Variétés
Des variations dans la prononciation distinguent les locuteurs d'au moins trois régions : Sipapo-moyen Orénoque, haut Cuao-Parguaza et Ventuari-Manapiari.
Le maco est parfois répertorié séparément, ou laissé sans classement. Il est très mal attesté, mais les quelques mots qui sont connus sont suffisants pour mettre en évidence que c'est un dialecte du piaroa, ou du moins qu'il y est très étroitement lié.

## Utilisation
Le piaroa est une langue en danger, mais grâce à la forte identité ethnique de son peuple, elle est très bien conservée.
Il est parlé par environ 13 000 personnes au Venezuela en 2012, principalement sur la rive sud de l'Orénoque et du rio Paguasa à Manapiare dans l'État d'Amazonas et dans l'État de Bolívar.
En Colombie, il compte 770 locuteurs en 2012 dans la municipalité de Santa Rita (en), entre les rios Vichada et Guaviare dans le département de Vichada.
Ses locuteurs utilisent également le maquiritari, le yabarana et l'espagnol, et il est utilisé comme langue seconde par les locuteurs du maco.

## Reconnaissance légale
Au Venezuela elle est reconnue dans l'article 4 de la Loi sur les langues indigènes de 2008 dans les États d'Amazonas et de Bolivar.

## Écriture
Au Venezuela, une orthographe a été recommandée par l’Universidad Central de Venezuela et est basée sur l’alphabet des langues autochtones du Venezuela.
| a | ä | b | ch | ’ch | d | e | i | j  | jw | k | kj | ’k | kw | ’kw | m |
| n | o | p | pj | ’p  | r | s | t | tj | ’t | u | ü  | w  | y  | ’   |   |

Une orthographe a été développée par la Misión Nuevas Tribus dans les années 1950. Celle-ci utilise les lettres de voyelles ‹ a, e, i, u › avec les mêmes valeurs que l’espagnol et les voyelles ‹ ä, ü ›, ainsi que la cédille pour indiquer leur nasalisation ‹ a̧, ä̧, ȩ, i̧, u̧, ü̧ ›. Les consonnes sont notées avec les graphèmes ‹ p, b, t, d, qu, cu, m, n, j, s, r, y › avec les mêmes valeurs qu’en espagnol et les graphèmes ‹ pp, ’p, tt, ’t, ch, ’ch, c, k, ’qu, ’cu, ’, ju, hu ›.